# Автошлях E96
Європейський маршрут Е96 — європейський автомобільний маршрут категорії А в Туреччині, що з'єднує міста Ізмір і Сиврихисар. Довжина маршруту — 446 км.
Маршрут Е96 проходить через міста Саліхлі, Ушак і Афьон-Карахісар.
Е96 перетинається з маршрутами
- E90
- E87

## Див. Також
- Список європейських автомобільних маршрутів